# Мачхалор
Мачхалор — река в России, протекает в Тляратинском районе Республики Дагестан. Длина реки составляет 12 км. Площадь водосборного бассейна — 36,5 км².
Начинается вблизи стыка границ России, Грузии и Азербайджана. Течёт в северном направлении в ущелье между хребтами Хулдриль и Роглиа. Устье реки находится в 149 км по левому берегу реки Джурмут на высоте 1668 метров над уровнем моря.

## Данные водного реестра
По данным государственного водного реестра России относится к Западно-Каспийскому бассейновому округу, водохозяйственный участок реки — Сулак от истока до Чиркейского гидроузла. Речной бассейн реки — Терек.
Код объекта в государственном водном реестре — 07030000112109300000766.